# Als der Krieg zu Ende war (Böll)
Als der Krieg zu Ende war ist eine Erzählung von Heinrich Böll, die im Juni 1962 in Hommerich unter dem Titel Als der Krieg aus war erschien. Der NDR Hamburg brachte am 24. Juni 1962 eine Hörfassung.
Nach dem Zweiten Weltkrieg kehrt der Ich-Erzähler, Soldat aus einem Gefangenenlager bei Brüssel, in die zerbombte Vaterstadt Köln heim und will zu seiner Ehefrau.

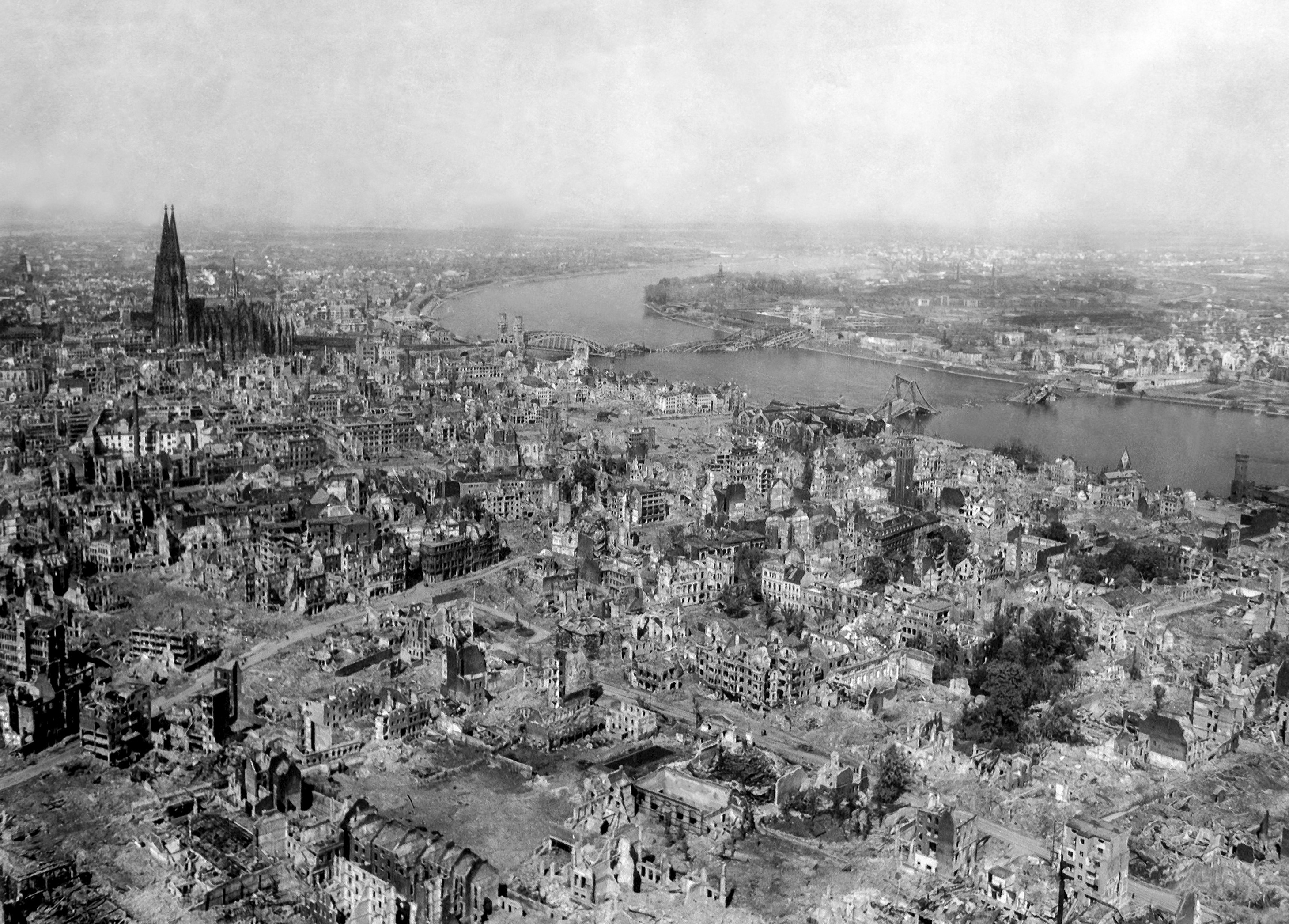
Köln 1945

## Handlung
Der Ich-Erzähler versteht sich mit seinen Kameraden nicht. Nachdem der Heimkehrerzug endlich deutschen Boden erreicht hat, mokieren sich die Kameraden, dass ausgerechnet der Erzähler von einer Frau auf dem Bahnsteig ein frisch gebackenes Brot geschenkt bekommt. Das Brot wird geteilt, und der Erzähler will nicht mit den Kameraden davon essen. Er „wäre lieber ein toter Jude als ein lebender Deutscher“. Ein Jude, der mit im Zug fährt, der zwölf Jahre sein Deutschland nicht gesehen hat, ist es dann, der dem Erzähler das Stück Brot aufdrängt und von dem es der Erzähler nimmt. Für die Geste haben die Kameraden nur antisemitische Häme übrig.
Der Erzähler darf zusammen mit seinen Kameraden aus dem Gefangenenzug steigen. Trotzdem wird er noch bewacht. Belgischer Bewacher und bewachter Erzähler können nicht kriegerisch sein. Denn der Belgier lässt den Erzähler seine MPi halten, während er mit ihm ein Tauschgeschäft macht. Seife ist kostbar. Ein Stück hat einen Schwarzmarktwert von bis zu achtzig Mark. Deutsche Frauen riechen nach dem Kriege schlecht und stürzen sich auf jedes Stück Seife – vor allem, wenn es Palmolive ist.
In Köln am Chlodwigplatz gerät der Lastwagen, auf den der Erzähler mit den Kameraden verfrachtet worden ist, in einen Stau. Und der Erzähler muss mit ansehen, wie Plünderer über das Inventar der elterlichen Wohnung in dem ruinierten Haus herfallen. Auf dem Schwarzmarkt Chlodwigplatz macht die englische Militärpolizei eine Razzia.
Der Erzähler, nun endgültig freigelassen, will zu seiner Frau nach Oberkerschenbach [südöstlich von Kronenburg] in die Eifel. So irrt er in Bonn umher auf der Suche nach einem Privattelefon, weil er zunächst seine Frau anrufen möchte. Während der Begegnung mit dem alten Theologieprofessor und dem Mädchen Gretchen wird offenbar: Wer ein Mensch war, ist einer geblieben und nimmt weder Geld noch Tauschware für eine Gefälligkeit.

## Relation
Obwohl der Ton in Als der Krieg zu Ende war ein ganz anderer ist als in der 1961 vorangegangenen Erzählung Als der Krieg ausbrach, gibt es doch Verbindungen zwischen beiden Geschichten. Da fallen einmal Äußerlichkeiten auf. Der Erzähler, 1939 noch nicht zwanzig Jahre alt gewesen, ist nun sechsundzwanzig. Also könnte es sich vielleicht um denselben Mann handeln.
Aber es existieren auch innere Verbindungen. Zum Beispiel in Als der Krieg ausbrach ist der Erzähler angesichts seines unmittelbar bevorstehenden Kriegseinsatzes beinahe in jeder freien Minute auf der Suche nach einer passenden jungen Frau. Damals, im August 1939, waren jene Bemühungen an einem Faktum gescheitert. Die Stimmen der Frauen, die vielleicht in Frage gekommen wären, hatten alle so nach Ehe geklungen. Nun sind sechs Jahre vergangen, und der Erzähler ist in diesem Text auf der Suche nach seiner Gattin, „deren Stimme nie nach Ehe geklungen hatte“.